# Paridotea ocellata
Paridotea ocellata là một loài chân đều trong họ Idoteidae. Loài này được Nunomura miêu tả khoa học năm 1984.